# عتیبه بن ابی‌لهب
عتیبه بن ابی‌لهب (به عربی: عُتَیْبَة ابْنِ أَبیّ لَهَب) پسر عبد العزى بن عبدالمطلب مشهور به ابولهب و پسر عموی محمد پیامبر اسلام بود. او قصد داشت با ام کلثوم دختر سوم محمد ازدواج کند، اما به درخواست پدرش نامزدی با او را لغو کرد.

## زندگی
عتیبه در شهر مکه به دنیا آمد. او فرزند ارشد عبد العزى بن عبدالمطلب و اروى بنت حرب بود.
عتیبه یکی از سه پسر ابولهب، مخالف سرسخت محمد بود. او تنها پسر ابولهب بود که مسلمان نشد.